# Coenotephria reisseri
Coenotephria reisseri är en fjärilsart som beskrevs av Karl Schawerda 1932. Coenotephria reisseri ingår i släktet Coenotephria och familjen mätare. Inga underarter finns listade i Catalogue of Life.